# Estadio Universidad Tecnológica de Santa Fe
El Estadio Universidad Tecnológica, Santa Fe, la Tecnológica se encuentra en la Ciudad de Santa Fe y es escenario de varios espectáculos deportivos, sociales, culturales, etc.